# Ragály
Ragály is een plaats (község) en gemeente in het Hongaarse comitaat Borsod-Abaúj-Zemplén. Ragály telt 693 inwoners (2001).